# United States Department of the Army

Wappen des US Department of the Army

Das United States Department of the Army (deutsch etwa „Heeresamt der Vereinigten Staaten“) ist eine von drei Fachabteilungen innerhalb des Verteidigungsministeriums der Vereinigten Staaten (United States Department of Defense). Sein Vorläufer war bis zum National Security Act von 1947 das Kriegsministerium.
Anders als das US-Marineamt bzw. einst -ministerium (Department of the Navy) besaß das Department of the Army von seiner Gründung im Jahr 1947 an nie Kabinettsrang. Beide nehmen gemeinsam mit dem gleichfalls 1947 geschaffenen Luftwaffenamt (Department of the Air Force) die administrativen und technischen Aufgaben für die jeweiligen Teilstreitkräfte unter dem Dach des Department of Defense wahr.
Das Department of the Army wird vom Secretary of the Army (Heeresstaatssekretär) geführt; dies ist seit dem 28. Mai 2021 als 25. Amtsinhaberin Christine Wormuth. Der SECARM ist ziviler Angestellter, der für die administrative Seite der US Army zuständig ist, oberster Kommandeur der militärischen Kommandokette ist jedoch der Chief of Staff of the Army.

## Aufbau
(Kommandobehörden und unterstellte Großverbände)
| Army Commands                                                                                               | Current commander                            | Location of headquarters                       |
| --- | -------------------------------------------- | ---------------------------------------------- |
| United States Army Forces Command (FORSCOM)                                                                 | GEN Michael X. Garrett                       | Fort Bragg, North Carolina                     |
| United States Army Futures Command (AFC)                                                                    | GEN James M. Richardson (acting) (Juli 2022) | Austin, Texas                                  |
| United States Army Materiel Command (AMC)                                                                   | GEN Edward M. Daly                           | Redstone Arsenal, Alabama                      |
| United States Army Training and Doctrine Command (TRADOC)                                                   | GEN Paul E. Funk II                          | Fort Eustis, Virginia                          |
| Army Service Component Command                                                                              | Kommandeur                                   | Garnison                                       |
| United States Army Europe and Africa                                                                        | GEN Christopher T. Donahue                   | Lucius D. Clay Kaserne, Wiesbaden, Deutschland |
| United States Army Central (ARCENT)/Third Army                                                              | LTG Patrick Frank                            | Shaw Air Force Base, South Carolina            |
| United States Army North (ARNORTH)/Fifth Army                                                               | LTG John R. Evans Jr.                        | Joint Base San Antonio, Texas                  |
| United States Army Pacific (USARPAC)                                                                        | GEN Charles A. Flynn                         | Fort Shafter, Hawaii                           |
| United States Army South (ARSOUTH)/Sixth Army                                                               | MG Daniel R. Walrath                         | Joint Base San Antonio, Texas                  |
| United States Army Cyber Command (ARCYBER)                                                                  | LTG Stephen G. Fogarty                       | Fort Belvoir, Virginia                         |
| United States Army Space and Missile Defense Command/United States Army Strategic Command (USASMDC/ARSTRAT) | LTG Daniel L. Karbler                        | Redstone Arsenal, Alabama                      |
| United States Army Special Operations Command (USASOC)                                                      | LTG Jonathan P. Braga                        | Fort Bragg, North Carolina                     |
| Operational Force Headquarters                                                                              | Kommandeur                                   | Garnison                                       |
| Eighth Army (EUSA)                                                                                          | LTG Willard M. Burleson III                  | Camp Humphreys, Südkorea                       |
| Direct reporting units                                                                                      | Kommandeur                                   | Garnison                                       |
| Arlington National Cemetery and Soldiers' and Airmen's Home National Cemetery                               | Katharine Kelley (civilian)                  | Arlington, Virginia                            |
| United States Army Acquisition Support Center (USAASC)                                                      | Mr. Ronald (Rob) Richardson (civilian)       | Fort Belvoir, Virginia                         |
| United States Army Civilian Human Resources Agency (CHRA)                                                   | Carol Burton (civilian)                      | Fort Belvoir, Virginia                         |
| United States Army Corps of Engineers (USACE)                                                               | LTG Scott A. Spellmon                        | Washington, D.C.                               |
| United States Army Criminal Investigation Command (USACIDC)                                                 | Director Gregory D. Ford                     | Quantico, Virginia                             |
| United States Army Human Resources Command (HRC)                                                            | MG Thomas R. Drew                            | Fort Knox, Kentucky                            |
| United States Army Intelligence and Security Command (INSCOM)                                               | MG Michele H. Bredenkamp                     | Fort Belvoir, Virginia                         |
| United States Army Medical Command (MEDCOM)                                                                 | LTG R. Scott Dingle                          | Joint Base San Antonio, Texas                  |
| United States Army Military District of Washington (MDW)                                                    | MG Allan Pepin                               | Fort Lesley J. McNair, Washington, D.C.        |
| United States Army Test and Evaluation Command (ATEC)                                                       | BG James J. Gallivan                         | Aberdeen Proving Ground Maryland               |
| United States Army War College (AWC)                                                                        | MG David C. Hill                             | Carlisle, Pennsylvania                         |
| United States Military Academy (USMA)                                                                       | LTG Steven W. Gilland                        | West Point, New York                           |